# Si vis pacem, para bellum (album)
Si vis pacem, para bellum è l'ottavo album in studio del gruppo musicale sudafricano Seether, pubblicato nel 2020.

## Tracce
Testi e musiche di Shaun Morgan.
1. Dead and Done – 3:27
2. Bruised and Bloodied – 3:37
3. Wasteland – 3:59
4. Dangerous – 3:49
5. Liar – 4:18
6. Can't Go Wrong – 3:47
7. Buried in the Sand – 4:17
8. Let It Go – 4:08
9. Failure – 3:51
10. Beg – 3:40
11. Drift Away – 4:52
12. Pride Before the Fall – 4:12
13. Written in Stone – 3:37

## Formazione
- Shaun Morgan – voce, chitarra
- Dale Stewart – basso, cori
- Corey Lowery – chitarra, cori
- John Humphrey – batteria